# Antoine Louis Dugès
Antoine Louis Dugès (Charleville-Mézières, 19 dicembre 1797 – Montpellier, 1º maggio 1838) è stato un naturalista, medico ostetrico francese.

## Biografia
Fu padre dello zoologo Alfredo Dugès (1826-1910) e nipote della ostetrica Marie-Louise Lachapelle (1769-1821).
Studiò medicina a Parigi e iniziò a lavorare come prosettore nel 1820. Nel 1825 conseguì la sua professione, poco dopo essere stato nominato professore di ostetricia presso l'Università di Montpellier. Nel 1826 pubblicò Manuel d'obstétrique, un libro di testo su ostetricia pubblicato in diverse edizioni.
Come zoologo, Dugès condusse gli studi osteologici e miologici sugli anfibi. Svolse ricerche approfondite sugli acari. Nel 1838 pubblicò un autorevole lavoro sulla fisiologia comparata, intitolato Traité de physiologie comparée.
Era membro di diverse società scientifiche, tra cui l'Académie de Médecine e l'Académie des sciences de Paris. Morì a Montpellier il 1 maggio 1838 all'età di 40 anni.

## Opere principali
- Essai sur la nature de la fièvre, 1823
- Manuel d'obstétrique, 1826
- Discours sur les causes et le traitement des difformités du rachis, 1827
- Recherches sur l'organisation et les mœurs des Planariées, 1828
- Mémoire sur la conformité organique dans l'échelle animale, 1832
- Recherches sur l'ostéologie et la myologie des batraciens à leurs différens âges, 1834
- Recherches sur l'ordre des Acariens en général et la famille des Trombidées en particulier, 1834
- Traité de physiologie comparée, 1838